# Vicia garbiensis
Vicia garbiensis är en ärtväxtart som beskrevs av Font Quer och Carlos Pau. Vicia garbiensis ingår i släktet vickrar, och familjen ärtväxter. Inga underarter finns listade i Catalogue of Life.